# نانتو
نانتو (به فرانسوی: Nantoux) یک کمون در فرانسه با جمعیت ۱۹۵ نفر است که در شهرستان کوت دور واقع شده‌است.